# امامقلی میرزای موصلو
واژه موصلو به عنوان یکی از تیره های اصلی طایفه عمله از ایل قشقایی است.امامقلی میرزای موصلو نیز در واقع از همین پسوند استفاده شده است. البته موصلو ها در جای جای کشور ایران پراکنده هستند که بخشی از  آنها به کنفدراسیون ایل قشقایی پیوستند و برخی دیگر در استانهای همدان و قزوین سکنی گزیدند. 
امامقلی میرزای موصلو از امیران طایفه ایل قشقایی و از نزدیکان شاه محمد خدابنده بود. وی در تاریخ ۱ جمادی الاول ۹۸۷ قمری برابر با ۲۶ ژوئن ۱۵۷۹ به همراه صدرالدین‌خان صفوی و چند تن از اقوام نزدیک شاه محمد خدابنده (همسر مهدعلیا)، وارد حرمخانه شاهی شدند و مهدعلیا را در هنگامی که در آغوش شاه پناه برده بود خفه کردند. آنها مادر مهدعلیا را نیز در این توطئه به قتل رساندند.